# زیردریایی کلاس براوو
زیردریایی کلاس براوو (به انگلیسی: Bravo-class submarine) یک کلاس از زیردریایی است که طول آن ۷۳ متر (۲۳۹ فوت ۶ اینچ) می‌باشد.